# Devario kakhienensis
Devario kakhienensis és una espècie de peix cipriniforme de la família dels ciprínids.

## Morfologia
Els mascles poden assolir els 12 cm de longitud total.

## Distribució geogràfica
Es troba al riu Irrawaddy al seu pas per Myanmar i la Xina.